# Аннапрашана
Аннапрашана (санскр. अन्नप्राशन, IAST: Annaprāśana) — одна из индуистских санскар, состоящая в первом принятии ребёнком твёрдой пищи, чаще всего риса. Эта церемония проводится обычно после консультации со жрецом, который в итоге назначает благоприятную дату для проведения данной санскары.
Аннапрашана обычно совершается, когда возраст ребёнка достигает шести месяцев, хотя некоторые индуистские общины проводят её и позже. Церемония является своеобразным праздником, и на неё приглашаются члены семьи, друзья и ближние. Мать или бабушка готовят небольшую порцию смеси под названием пайеш (варёный рис, молоко и сахар). Эта смесь освящается на специальной небольшой пудже. Ребёнок обычно ложится на колени матери, и главный мужчина данной семьи (дед или дядя, но не отец) кормит его, давая немного пайеша. Затем за кормление принимаются остальные члены семьи. В это время читают мантры под наблюдением со стороны близких родственников. Наиболее известная читаемая мантра взята из Тайттирия-упанишады, 3.10. Она включает в себя повторяющееся словосочетание aham annam, «Я [есть] пища» . Иногда приготовленную для аннапрашаны смесь наносят на серебряную либо золотую монету и дают ребёнку лизнуть.
Церемония кормления часто сопровождается игрой, в которой ребёнка представляют вместе с подносом, полным разных предметов. В их число могут входить браслет или другое украшение (символизируют богатство), книга (символ учёбы), ручка (символизирует карьеру) и глиняный сосуд для земли (символ собственности). Будущие устремления ребёнка определяются предметом, который он выберет для игры. В конце аннапрашаны обычно происходит угощение брахманов.
Хотя в современные времена основная пища во время аннапрашаны — рис, но в древние времена это была маленькая порция мяса животного, рыбы или птицы.